# Tetraleurodes
Tetraleurodes és un gènere d'insectes hemípters de la família dels Aleiròdids. El gènere va ser descrit primera vegada per Cockerell el 1932.

## Espècies
Les espècies que pertanyen al gènere Tetraleurodes són les següents:
- Tetraleurodes acaciae (Quaintance, 1900)
- Tetraleurodes adabicola (Takahashi, 1955)
- Tetraleurodes andropogoni (Dozier, 1934)
- Tetraleurodes bambusae (Jesudasan & David, 1991)
- Tetraleurodes banksiae (Martin, 1999)
- Tetraleurodes bararakae (Takahashi, 1955)
- Tetraleurodes bicolor (Bink-Moenen in Bink-Moenen & Gerling, 1992)
- Tetraleurodes bidentatus (Sampson & Drews, 1941)
- Tetraleurodes bireflexa (Nakahara, 1995)
- Tetraleurodes burliarensis (Jesudasan & David, 1991)
- Tetraleurodes cacaorum (Bondar, 1923)
- Tetraleurodes caulicola (Nakahara, 1995)
- Tetraleurodes chivela (Nakahara, 1995)
- Tetraleurodes confusa (Nakahara, 1995)
- Tetraleurodes contigua (Sampson & Drews, 1941)
- Tetraleurodes corni (Haldeman, 1850)
- Tetraleurodes cruzi (Cassino, 1991)
- Tetraleurodes dendrocalami (Dubey & Sundararaj, 2005)
- Tetraleurodes dorseyi (Kirkaldy, 1907)
- Tetraleurodes dorsirugosa (Nakahara, 1995)
- Tetraleurodes elaeocarpi Takahashi, 1950
- Tetraleurodes errans (Bemis, 1904)
- Tetraleurodes fici (Quaintance & Baker, 1937)
- Tetraleurodes ghesquierei (Dozier, 1934)
- Tetraleurodes graminis (Takahashi, 1934)
- Tetraleurodes granulata (Bink-Moenen, 1983)
- Tetraleurodes hederae (Goux, 1939)
- Tetraleurodes hirsuta (Takahashi, 1955)
- Tetraleurodes kunnathoorensis (Regu & David, 1993)
- Tetraleurodes leguminicola (Bink-Moenen, 1983)
- Tetraleurodes madagascariensis (Takahashi, 1951)
- Tetraleurodes malayensis (Mound & Halsey, 1978)
- Tetraleurodes mameti (Takahashi, 1938)
- Tetraleurodes marshalli (Bondar, 1928)
- Tetraleurodes melanops (Cockerell, 1903)
- Tetraleurodes mexicana (Nakahara, 1995)
- Tetraleurodes mirabilis (Takahashi, 1961)
- Tetraleurodes monnioti (Cohic, 1968)
- Tetraleurodes mori (Quaintance, 1899)
- Tetraleurodes moundi (Cohic, 1968)
- Tetraleurodes neemani (Bink-Moenen in Bink-Moenen & Gerling, 1992)
- Tetraleurodes oplismeni (Takahashi, 1934)
- Tetraleurodes pauliani (Takahashi, 1955)
- Tetraleurodes perileuca (Cockerell, 1902)
- Tetraleurodes perseae (Nakahara, 1995)
- Tetraleurodes pluto (Dumbleton, 1956)
- Tetraleurodes pringlei (Quaintance & Baker, 1937)
- Tetraleurodes pseudacaciae (Nakahara, 1995)
- Tetraleurodes psidii (David, 1993)
- Tetraleurodes pusana (Takahashi, 1950)
- Tetraleurodes quadratus (Sampson & Drews, 1941)
- Tetraleurodes quercicola (Nakahara, 1995)
- Tetraleurodes rugosus (Corbett, 1926)
- Tetraleurodes russellae (Cohic, 1968)
- Tetraleurodes selachidentata (Bink-Moenen, 1983)
- Tetraleurodes semibarbata (Takahashi, 1955)
- Tetraleurodes simplicior (Bink-Moenen, 1983)
- Tetraleurodes splendens (Bemis, 1904)
- Tetraleurodes stellata (Maskell, 1896)
- Tetraleurodes stirlingiae (Martin, 1999)
- Tetraleurodes submarginata (Dumbleton, 1961)
- Tetraleurodes subrotunda (Takahashi, 1937)
- Tetraleurodes sulcistriatus (Martin, 1999)
- Tetraleurodes supraxialis (Martin, 1999)
- Tetraleurodes thenmozhiae (Jesudasan & David, 1991)
- Tetraleurodes truncatus (Sampson & Drews, 1941)
- Tetraleurodes tuberculata (Bink-Moenen, 1983)
- Tetraleurodes tuberculosa (Nakahara, 1995)
- Tetraleurodes ursorum (Cockerell, 1910)